# José Miguel Barata Pereira

Bischofswappen von José Miguel Barata Pereira

José Miguel Barata Pereira (* 7. November 1971 in Lissabon) ist ein portugiesischer römisch-katholischer Geistlicher und Bischof von Guarda.

## Leben
José Miguel Barata Pereira besuchte das Vorseminar in Lissabon. Anschließend studierte er Philosophie und Katholische Theologie am Priesterseminar in Almada und am Priesterseminar Cristo Rei in Olivais. An der Katholischen Universität Portugal in Lissabon erwarb er ein Lizenziat im Fach Katholische Theologie. Er empfing am 29. Juni 1996 das Sakrament der Priesterweihe für das Patriarchat von Lissabon.
Nach der Priesterweihe war Pereira zunächst für drei Jahre als Präfekt am Kleinen Seminar São José de Caparide in Estoril tätig. In dieser Zeit gehörte er auch dem Priesterrat des Patriarchats von Lissabon an. Anschließend wirkte er von 1999 bis 2007 als Vizerektor des Kleinen Seminars Nossa Senhora da Graça in Póvoa de Penafirme sowie als Seelsorger in Nossa Senhora da Luz, in A dos Cunhados, in São Miguel und in Vimeiro. Von 2006 bis 2007 fungierte er zusätzlich als Dechant des Dekanats Torres Vedras und als geistlicher Assistent der portugiesischen Pfadfinderorganisation Corpo Nacional de Escutas in der Region Oeste. Ferner unterrichtete er katholische Morallehre am Externat in Póvoa de Penafirme. Ab 2007 war Pereira Subregens und ab 2011 schließlich Regens des Priesterseminars Cristo Rei in Olivais. Zudem leitete er von 2007 bis 2017 das Diözesanbüro für die Berufungspastoral und von 2009 bis 2012 das Vorseminar in Lissabon. Außerdem wirkte er bereits ab 2007 als Sekretär des Sekretariats für die Katholische Aktion und als Verantwortlicher für die Ausbildung der Ständigen Diakone. Darüber hinaus gehörte Pereira ab 2012 dem Diözesanpastoralrat und erneut dem Priesterrat des Patriarchats von Lissabon an. Ferner war er ab 2017 Domherr an der Kathedrale von Lissabon sowie Mitglied des Regionalteams des Centro Nacional de Escutas und geistlicher Assistent von zwei Gruppen der christlichen Unternehmerbewegung Cristo na Empresa der Associação Cristã de Empresários e Gestores (ACEGE) und von drei Gruppen der Gemeinschaft Nossa Senhora (ENS). Daneben wurde er 2014 an der Katholischen Universität Portugal bei Henrique de Noronha Galvão mit der Arbeit Do ser comunhão ao agir vocacional: estados eclesiais. Significado e missão („Von der Gemeinschaft zum berufungsorientierten Handeln: kirchliche Stände. Bedeutung und Auftrag“) zum Doktor der Theologie promoviert.
Am 20. Dezember 2024 ernannte ihn Papst Franziskus zum Bischof von Guarda. Der Patriarch von Lissabon, Rui Manuel Sousa Valério SMM, spendete ihm am 16. März 2025 in der Kathedrale von Guarda die Bischofsweihe; Mitkonsekratoren waren der emeritierte Patriarch von Lissabon, Manuel Kardinal Clemente, und der emeritierte Bischof von Guarda, Manuel da Rocha Felício. Sein Wahlspruch O Senhor é bom. O Senhor está próximo („Der Herr ist gut. Der Herr ist nahe“) stammt aus Ps 145,9 .

## Schriften
- Ser padre num presbitério de comunhão. In: Novellae Olivarum. Nr. 25, 2003, S. 47–50.
- O padre diocesano no pensamento do Cardeal Ribeiro. In: Novellae Olivarum. Nr. 40, 2010, S. 33–48.
- Palavra de Deus e vocações à luz da Verbum Domini. In: Novellae Olivarum. Nr. 43, 2011, S. 53–71.
- Do ser comunhão ao agir vocacional: estados eclesiais. Significado e missão. Universidade Católica Portuguesa. Faculdade de Teologia, Lissabon 2014.
- Ser Igreja, ser na Igreja. Do ser comunhão ao agir vocacional. Paulus Editora, Lissabon 2015, ISBN 978-972-30-1866-0.